# Наоэро Амо
Партия «Наоэро Амо» (англ. Nauru First Party, наур. Naoero Amo) — неофициальная политическая партия (группа) в Республике Науру. Её взгляды имеют либеральную и христианско-демократическую направленность. Предположения партии включают усилия по внесению поправок в конституцию.

## О партии
Основателями партии были Дэвид Аданг (юрист и бывший министр финансов), Кирен Кеке (врач), Марлен Мозес (бывший министр здравоохранения), Роланд Кун (директор рыбной промышленности острова), Сэн Оппенгеймер; директор Capelle & Partner, крупнейшего частного предприятия в стране) и Спрент Дабвидо (страховой работник). Сэн Оппенгеймер позже вышел из партии из-за угроз убийства.
Партия нерегулярно издаёт информационный бюллетень «Визионер», в котором жёстко критикуются другие политические тенденции.
На выборах в мае 2003 года три члена Наоэро Амо были выбраны в парламент: Дэвид Аданг, Кирен Кеке, и Ридделл Акуа. Аданг стал министром финансов; Кеке — министром здравоохранения, спорта, и транспорта; Акуа — председателем Науруанской фосфатной корпорации. Министры потеряли свои посты, когда правительство Людвига Скотти вместе с ним было отправлено в отставку в августе 2003 года по вотуму парламента, но заняли новые посты, когда он сумел вновь стать президентом 22 июня 2004 года. Дэвид Аданг потерял свой пост, но Кеке вошёл в новое правительство Маркуса Стивена и стал министром иностранных дел. Этот раскол между двумя членами-основателями партии Наоэро Амо стал очевидным в марте 2008 года, когда Дэвид Аданг добился исключения Кирена Кеке из парламента.
В ноябре 2011 года Фредерик Питчер, один из членов Наоэро Амо, временно занимал должность президента страны. Другие члены партии также были спикерами парламента, в т. ч. Фабиан Рибау.